# 임춘원
임춘원(林春元, 1938년 3월 1일~2011년)은 대한민국의 정치인이다. 전라북도 군산부 출신이며, 본관은 조양(兆陽), 호는 해정(海汀)이다.  제 12·13·14대 국회의원, 신민당 총재, 최고위원, 사무총장, 원내부총무, 부대변인, 당무위원과 국민당, 평민당, 민주당의 당무위원 등을 역임했다.

## 학력
- 서울대학교 법과대학 행정학 학사

### 비학위 수료
- 서울대학교 경영대학원 최고경영자과정 수료[1]
- 서울대학교 행정대학원 국가정책과정 수료[1]

## 약력
- 1970: 통일문제연구회 회장[1]
- 1971: 윤보선, 장준하, 박기출 등과 함께 국민당 창당[2]
- 1971: 국민당 정무위원 임명[3]
- 1971: 제8대 국회의원 출마 (국민당 비례대표 4번, 낙선)[4]
- 1974: 윤보선, 장준하, 김대중 등과 함께 박정희 유신정권에 반대하는 민주회복국민회의 참여[5]
- 1975: 장준하 의문사 사건 의혹제기로 연행되어 체포, 고문조사[5]
- 1980-85: 부산 동아대학교 재단이사 역임[1]
- 1984: 민주화추진협의회(민추협) 상임운영위원[1]
- 1984: 민주헌정연구회(민헌연) 상임운영위원[1]
- 1985: 이민우, 김영삼, 김대중 등과 함께 신한민주당(신민당) 창당[6]
- 1985-88: 제12대 국회의원 (신민당 비례대표 2번)[7]
- 1985-88: 국회 상임위 재무위원회 위원[8]
- 1985-88: 국회 예산결산특별위원회 위원[9]
- 1986: 민주화추진협의회(민추협) 국제문제위원장[10]
- 1986: 민주인권연구회 창설 참여[11]
- 1987: 신민당 부대변인[12]
- 1987: 신민당 원내부총무[13]
- 1986-87: 직선제개헌1천만명서명운동에 돌입하며 6월민주항쟁 참여[14][15]
- 1987-92: 김대중 총재 경제특보[16]
- 1988-92: 제13대 국회의원 (평민당, 서울 서대문구 을)[17]
- 1988-92: 국회 상임위 재무위원회 위원, 제1야당 간사[18]
- 1988: 국회 5공비리조사특별위원회 위원[19], 제5공화국 부실기업비리 조사반장.[20]
- 1988: 미국 민주당 전당대회 파견 대표단[21]
- 1990: 국회 예산결산특별위원회 위원[22]
- 1990: 보안사 민간인 사찰 사건 당시 보안사(현 국군기무사령부)의 주요 민간인 사찰대상자[23]
- 1992: 제14대 국회의원 (민주당, 서울 서대문구 을)[24]
- 1992-96: 국회 상임위 재무위원회 위원[25]
- 1994: 신민당 사무총장[26]
- 1995: 신민당 최고위원[27]
- 1995: 신민당(1996년에 무정파전국연합으로 이름을 바꿈) 총재[28]
- 1996: 정계은퇴 발표
- 대한민국 헌정회 회원[5]

## 평가
과거 군사정권 당시 당료, 재야인사, 학생운동권 출신들이 주류였던 야당에서 매우 드문 경제분야 전문가로, 박정희 정권에 반대하던 장준하를 후원하다가 그의 권유로 정치에 입문하였고 장준하 사후에는 김대중의 야당 총재 시절 오랜기간 동안 그의 최측근 경제특보를 지냈다.  1985년 제12대 국회의원 당선 이후 내리 3선 국회의원을 연임하면서 줄곳 경제관련 부처와 금융감독기관들을 견제하고 감시하는 재무위원회(현 기획재정위원회), 예산결산특별위원회 등에서만 의정활동을 하며  그 이전 김대중, 이중재 의원 등에 이어 전통야당 경제통의 명맥을 이었다는 평가를 받는다.  군사정권 시절 여야의 극한 대결로 대부분의 야당 국회의원들이 정치공세에만 치중했던 것과 달리, 정치에 투신하기 전에 얻은 풍부한 실물경제 경험을 바탕으로 경제민주화를 위한 대안을 제시하고 정책비판을 하는 등 야권의 핵심 경제 브레인으로 활약했다.

## 기타
- 1960년대 서울 종로 화신백화점 앞에 대한민국 입시학원의 효시격이라 할 수 있는 상아탑학원을 설립하고 성공적으로 운영하였다.  당시 학생수 8,000여명, 강사수 250여명으로 웬만한 종합대학보다도 그 규모가 클 정도였다.  그때 당시 매월 순익이 8,000만원 이상으로 그 당시 재벌들을 제치고 은행예금 순위 전국 1위를 할 정도로 큰 돈을 벌었다.  하지만, 당시 박정희 정권의 탄압 속에 시사교양지 사상계를 힘들게 출판하고 있던 장준하가 당장 종잇값을 내지못할 정도로 어려운 상황에 처하게 된 것을 알고 자신의 보증수표로 사상계 운영자금을 남몰래 대주던 것이 빌미가 되어 박정희 정권의 탄압을 받아 감옥에 가게 되었고, 결국 정치에 투신하는 계기가 되었다.[5]

"나는 정치에 발을 들여놓은 것이 선생님 때문이다. 당시 나는 상아탑학원을 종로에서 잘 운영하고 있었다. 학생수가 8,000명이 넘었고, 강사수가 250명이 넘는 대학교와 같은 엄청난 규모였다. 나는 그때 많은 돈을 벌었다. 그때 당시 매월 순 이익이 8,000만원 이상이었으니, 그때 은행예금 순위가 전국 1위를 할 정오로 학원이 잘 운영될 때였다. 그래서 사람들이 나보고 돈벼락을 맞은 사람이라고 놀리기도 했다. 그런데 선생이 당시 어둠을 밝혀주는 등불의 역할을 하겠노라고 하시며 『思想界』에 심취되어 어려운 시절 돈을 빌려준 것이 보증수표를 드려서 그것이 그만 내가 박정희 정권에 당하게 된 것이다. 그 당시 선생이 종이 값을 주지 못해서 어려움을 겪는 모습을 보고, 그 종이 장사에게 준 수표가 나를 정치마당에 끌어낸 계기가 되었다. 물론 나는 도망 다녀야 했고, 결국에는 감옥에 갔다. 그러나 지금도 그 당시 내가 했던 일을 생각하면 정말 잘한 일이라고 생각한다. 물론 우리 집사람은 그때부터 차마 말로 형언할 수 없는 고생이 시작되었다. 그 서슬퍼런 유신시절에 나는 9번을 감옥에 갔는데 지금 생각하면 너무나 처절했던 시절이었던 것 같다." 장준하기념사업회, <<내 속에 살아 숨쉬는 등불>>, '아, 장준하' 추모의 글 모음에서.

- 각계에 포진한 인사들이 장준하를 중심으로 비밀리에 유신정권에 저항하는 거사를 진행하던 중 감시의 표적으로 운신이 어려운 장준하의 비밀연락책으로 김대중과 인연을 맺었다. 1975년 8월 17일 장준하가 등산도중 의문의 추락사를 당한 날에도 거사와 관련해 이야기를 나누느라 장준하의 집에서 마지막 아침식사를 함께 했다. 그 후 장준하의 실족사 발표에 의문을 제기하며 항의를 하다가 남대문 경찰서에 구금되기도 하였다.[5]

"나는 8월이 다가오면 가슴이 설레인다. 8월에는 광복절이 있고 선생께서는 조국 광복이 있던 8월달을 그렇게 좋아하셨다. 그러나 안타깝게도 선생은 1975년 8월 17일 경기도 포천군 이동면 도평3리 험준한 약사골 한켠에서 비통하게 떠나셨다. 선생이 떠나시던 그 날, 선생은 아침에 나를 집으로 불러 아침식사를 함께 했다. 그 날 따라 날씨가 몹시 더웠다. 부채도 잘 부치지 않는 선생의 사모님은 이상한 선풍기를 갖다 놓고 돌렸는데, 덜그럭 덜그럭 하는 소리마저 나서 더 더운 것 같았다. 선생은 나에게 손을 펴보이면서 엊그제 망우리 산소를 다녀오셨다는 말씀을 하시면서 손바닥이 갈라져 있는 모습을 펴 보이셨다. 그런데 그 며칠 뒷날, 선생께서 등산을 하다가 실족하여 산에서 떨어질 때 소나무를 붙잡아서 손바닥이 갈라졌다고 하는 왜곡된 언론보도를 보고, 나는 그들의 허무맹랑한 보도에 항의하다가 또다시 붙잡혀 가서 일주일동안 남대문 경찰서에 갇혀 있었던 기억이 새롭다. 그 날 아침에 선생은 또 이런 말씀을 하셨다. 보름 전이라고 하시던가, 아니면 20여일 전이라고 하셨던가는 정확하지 않지만 당신이 가지고 있던 독립과 관련된 태극기나 김구 선생으로부터 받은 보든 것들을 이화여자대학교에 다 주셨다고 했다. 또 천주교에 입교했다고도 말씀하셨다. 나는 참으로 이상하게 생각했다. 그렇게도 기독교 신앙에 빠져 계시던 분이 왜 천주교에 입교하시게 되었나 하는 것이다. 그리고 나는 선생이 돌아가신 이후에도 왜, 생전에 자신이 귀하게 간직하던 중요한 것들을 그렇게 허망하게 떠나시기 며칠 전에 모두 학교에 기증하고, 천주교에 입교하셨는지 지금도 궁금하게 생각하는 대목이다." 장준하기념사업회, <<내 속에 살아 숨쉬는 등불>>, '아, 장준하' 추모의 글 모음에서.

- 장준하의 권유로 정치에 투신했다가 1970년대 초 박정희 독재정권을 반대하는 민주회복국민회의 활동 당시 장준하와 김대중 간에 비밀연락책을 담당했던 인연으로 김대중의 야당 총재 시절 그의 재정 및 경제분야 핵심 브레인으로 활약했으나,1992년 김대중과 그의 가신들의 민주당 사당화 및 비민주적 정당운영 등을 비판하고 결별하였다.[5][30]

- 김대중과의 결별 후 무소속 의원으로 의정활동을 하던 중, 민주자유당 내에서 소수파로 고립되어 있던 김영삼의 오랜 삼고초려 끝에 1992년 대선 직전 김영삼의 대선캠프에 참여하였고,[31] 기독교계 대표로 지지운동에 나서 김영삼의 제14대 대통령 당선 및 문민정부 수립에 공헌을 하였다.[32]  하지만 대선 직후 김영삼에게 아들 김현철을 권력에서 배제하라는 직언을 했다가 오히려 김현철 라인을 중심으로 한 당시 신주류 집권세력의 타깃이 되었고, 결국 정권 초 역사상 처음으로 실시된 공직자재산공개의 대혼란 속에 박준규 국회의장 등과 함께 당을 떠났다.[33]

- 1994년 김대중, 김영삼, 김종필 3김으로 대표되는 구태정치 청산을 목표로 반3김 비주류 세력과 함께 김동길이 대표로 있던 국민당, 박찬종이 대표로 있던 신정치개혁당 등을 합쳐 통합신당 신민당을 창당하였고, 사무총장, 최고위원을 역임하였다.[26][27]  창당 후 공동대표를 맡은 김동길, 박찬종이 주도권을 놓고 서로 심각한 갈등을 벌이다가 둘 다 당 대표직에서 물러나고, 박한상, 한영수 새 공동대표 체제 하에서 김대중이 정계은퇴 한 민주당, 김영삼의 민주자유당에서 갈라져 나온 새한국당, 김근태 등 재야 운동권세력이 주축이 되어 결성한 통일시대 국민회의 등과 함께 야권통합 협상을 진행했다.[34] 하지만 당내 대구, 경북 세력을 기반으로 당 대표에 선출된 김복동이 반3김 구태정치 청산이란 당초 합의를 져버리고 충청권을 기반으로 하는 김종필의 자유민주연합과 경북-충청 지역연합 성격의 합당을 추진하자 이를 반대하고 탈당, 이후 당 잔류파와 함께 다시 신민당을 재건하고 당 총재를 역임하였다.[28]

- 전두환 정권 당시 현역의원으로서 동료 야당의원들 및 시민들과 함께 거리에서 최루탄을 맞아가며 6월 민주항쟁에 앞장 섰으나, 그 결과로 1987년 10월 12일 '제9차 대한민국헌법개정안'이 당시 여야 4당의 합의로 국회 본회의에 상정되자 신상발언 형식으로 단상에 올라 반대토론에 나섰다.  우선 당시 집권 여당인 민주정의당이 먼저 "6.29 이전의 문제들에 대해 잘못을 인정해야 한다"고 주장하고 "개헌안이 국회에서 통과를 앞두고 있지만 아직도 사면 복권되지 않은 민주인사와 양심수들이 있다"며 문익환 목사와 재야인사 이부영, 민주화 운동으로 수배 수감되어 있는 수 백명의 애국청년학생들을 "국민투표 이전에 수배해제와 함께 사면 복권 시켜야 한다고 주장했다.  또한 야당 동료였던 통일민주당 의원들에겐 비록 "김대중 선생 등 많은 분들이 사면 복권되고 석방된 바 있으나" 이들 정치인 외에 아직도 다른 수 많은 재야의 민주인사, 양심수, 청년학생들이 교도소와 구치소에 수감되어 있는데 이런 현안의 해결 없이 급하게 헌법개정에 합의해준 이유가 무엇이냐고 따졌다.  이재형 국회의장에겐 국회법에 따른 심의나 반대토론이 제대로 이루어지지 않은 점과 헌법개정특위위원장 명의로 개헌안을 발의하지 않았다는 점 등 절차적 하자들을 조목조목 지적했다.  또한 헌법개정 논의가 민정-민주 양당의 이해관계에 따라 졸속으로 진행되어 다수 국민들의 의사가 제대로 반영되지 못해 결국 제10차 헌법개정이 필요하게 될 것이라 주장했다.  헌법개정의 대전제인 "대통령직선제에는 전적으로 동의하는 바이지만 이와 같은 방법의 헌법개정에는 찬성할 수 없다"고 밝히고 항의 표시로 개헌안에 반대표를 던졌다.[35]

- 12대 국회 5공비리조사특위 위원으로 활동하던 당시, 박정희 대통령 시해사건이 발생한 1979년 10월 26일 당시의 "청와대 비품목록과 주요 재산목록, 예금 잔고 및 박정희 전 대통령의 가족예금 잔고, 1980년 5월 17일 당시 청와대의 비품목록과 주요재산목록, 예금 잔고 및 박정희 전 대통령의 가족예금 잔고" 등 관련자료 제출을 대통령 비서실에 요구해, 추후 전두환 전 대통령이 청문회에 직접 출석하여 10.26 이후 사건수사과정에서 청와대비서실에서 발견된 자금 "총 9억6천만원 중 2억 원은 정승화 당시 육군참모총장에게, 5천만 원은 노재현 당시 국방장관에게 주어 활용토록하고 1억 원은 계엄사령관의 승인을 받아서 합동수사본부의 수사비로 사용하였으며 나머지는 유족에게 전달한 것으로 기억하고 있습니다"라는 증언을 하도록 만들었다.  결국 이 증언은 전두환 당시 합동수사본부장이 박근혜에게 전달한 6억원이 박정희 전 대통령의 개인재산이 아니라 청와대 비서실의 공금인 만큼 이 돈을 국고에 반납해야 한다는 주장의 사실적인 근거가 되었고, 2012년 대선에서 박근혜 새누리당 후보를 괴롭히는 주요 이슈 중에 하나가 되었다.[36]

## 논문, 학술기사, 저서 및 역서
- 1. 私設學院의 敎育的 地位와 社會敎育의 問題點 (韓國敎育生産性硏究所敎育硏究社, 1969)
- 2. 3저시대의 통화정책 (月刊 不動産, 1986)
- 3. 民衆과 함께 (金文堂, 1986)
- 4. 社會正義의 認識과 實踐 (국회의원 동우회, 1987)
- 5. 지도자: 현대 세계사를 움직인 정치지도자들의 생애와 철학 (Richard M. Nixon, 金文堂, 1987)
- 6. 銀行法 改正 이렇게 본다: 대기업 경제력집중 해소에 촛점맞춰야 (金融經濟 154, 金融經濟社, 1989)
- 7. 개혁정책을 요구한다 (金融經濟 159, 金融經濟社, 1990)
- 8. 金融制度의 개선방안: 豫金保險制의 내용과 도입 가능성 검토 (國會報 306, 國會事務處, 1992)
- 9. 經濟力集中의 實態와 改善方向;與信管理制度 改編을 중심으로 (國會報 317, 國會事務處, 1993)
- 10. 종교의 자유와 종교입법의 과제: 기독교재산관리법안을 중심으로 (國會報 332, 國會事務處, 1994)
- 11. 기독교재산관리법제정 이루어져야 한다 (月刊牧會 216, 1994)
- 12. 宗敎의 自由와 宗敎立法의 課題;기독교재산관리법안을 중심으로 (國會報 332, 國會事務處, 1994)
- 13. 기독교재산관리법(안) 세미나 제안설명 요지서 (1994)
- 14. 세계경제의 지역주의화와 한국경제 (國會報 339, 國會事務處, 1995)

## 같이 보기
| - 제3공화국 - 제4공화국 - 제5공화국 - 제6공화국 - 감리교 - 신민당 - 신민당 - 국민당 - 평민당 | - 윤보선 - 박기출 - 장준하 - 박정희 - 전두환 - 이재형 - 노태우 - 김영삼 - 김대중 - 김종필 | - 이민우 - 문익환 - 이부영 - 박근혜 - 김동길 - 박찬종 | - 대한민국 제12대 국회의원 선거 신한민주당 후보 목록#전국구 - 서대문구 을 - 서울 서대문구의 국회의원 |

## 역대 선거 결과
|  | 4.1% |

|  | 29.3% |

|  | 38.43% |

|  | 42.86% |